# Amt Falkenberg-Höhe

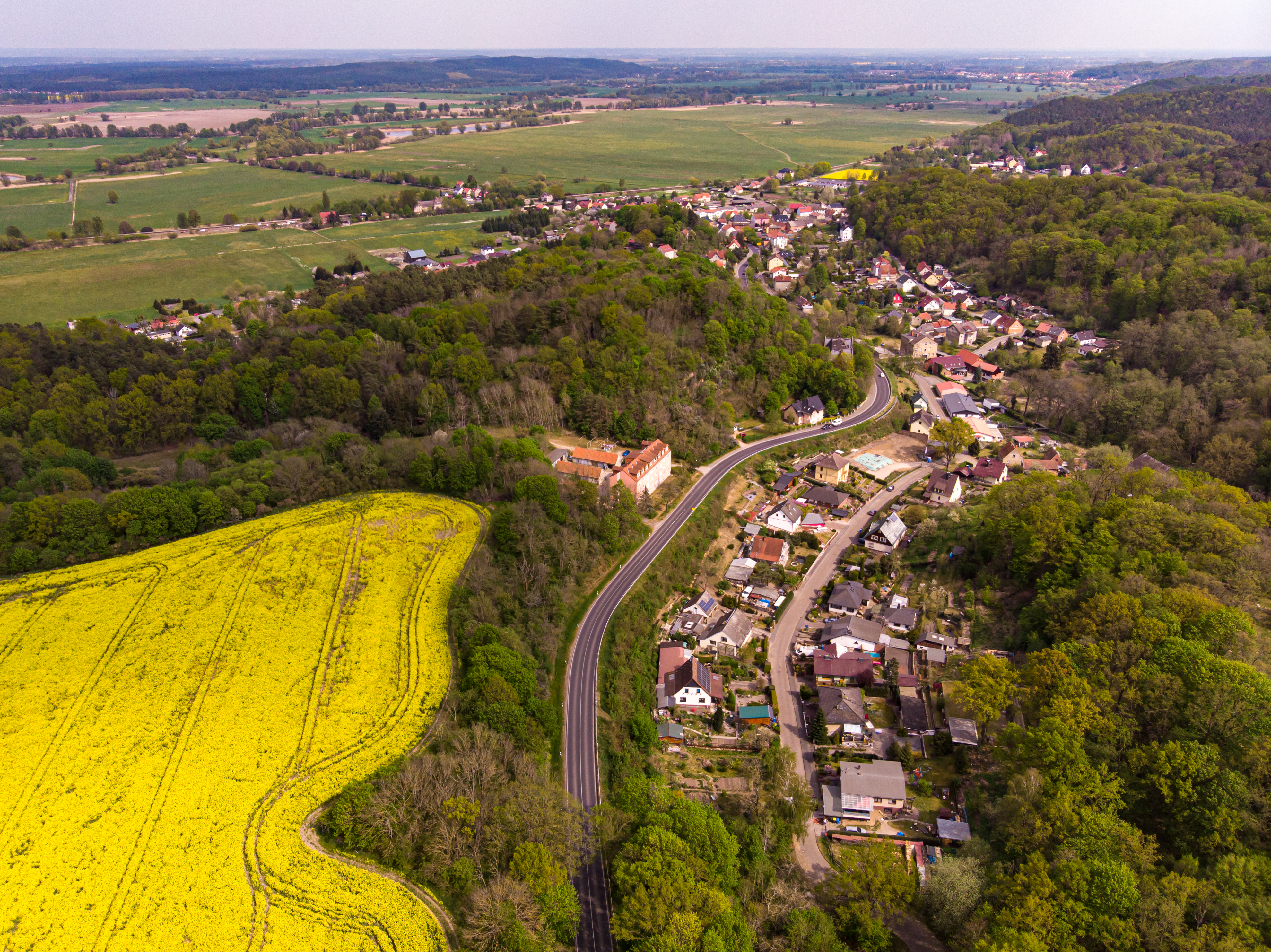
Falkenberg

Das Amt Falkenberg-Höhe ist ein 1992 im Land Brandenburg gebildetes Amt im Landkreis Märkisch-Oderland, in dem sich ursprünglich neun Gemeinden im damaligen Kreis Bad Freienwalde zu einem Verwaltungsverbund zusammengeschlossen hatten; eine weitere Gemeinde wurde durch Erlass zugeordnet. Amtssitz ist die Gemeinde Falkenberg (Mark). Durch Gemeindezusammenschlüsse hat sich die Zahl der amtsangehörigen Gemeinden auf vier verringert.

## Geographische Lage
Das Amt liegt im Westen des Landkreises Märkisch-Oderland und grenzt im Norden an die Ämter Biesenthal-Barnim und Britz-Chorin-Oderberg, im Osten an die Stadt Bad Freienwalde (Oder), im Südosten an die amtsfreie Stadt Wriezen, im Süden an das Amt Barnim-Oderbruch, im Südwesten an die amtsfreie Stadt Werneuchen und im Westen wiederum an das Amt Biesenthal-Barnim.

## Gemeinden und Ortsteile
Nach der Hauptsatzung des Amtes Falkenberg-Höhe besteht das Amt aus vier amtsangehörigen Gemeinden:
- Beiersdorf-Freudenberg mit den Ortsteilen Beiersdorf und Freudenberg
- Falkenberg mit den Ortsteilen Dannenberg/Mark, Falkenberg/Mark und Kruge/Gersdorf
- Heckelberg-Brunow mit den Ortsteilen Heckelberg und Brunow
- Höhenland mit den Ortsteilen Leuenberg, Steinbeck und Wölsickendorf-Wollenberg

## Geschichte
Der Minister des Innern des Landes Brandenburg erteilte der Bildung des Amtes Falkenberg-Höhe am 19. August 1992 seine Zustimmung. Als Zeitpunkt des Zustandekommens des Amtes wurde der 21. August 1992 festgelegt. Das Amt hatte seinen Sitz in der Gemeinde Falkenberg (Mark) und bestand zunächst aus neun Gemeinden im damaligen Kreis Bad Freienwalde:
1. Beiersdorf
2. Brunow
3. Dannenberg
4. Falkenberg
5. Freudenberg
6. Heckelberg
7. Kruge/Gersdorf
8. Leuenberg
9. Steinbeck

Die Gemeinde Wölsickendorf (recte Wölsickendorf-Wollenberg) wurde dem Amt Falkenberg-Höhe zum selbigen Datum zugeordnet. Zum 1. März 1999 wurde der Name der Gemeinde Dannenberg in Dannenberg/Mark geändert. Am 31. Dezember 2001 schlossen sich die Gemeinden Beiersdorf und Freudenberg zur neuen Gemeinde Beiersdorf-Freudenberg zusammen. Ebenfalls zum 31. Dezember 2001 bildeten die Gemeinden Dannenberg/Mark, Falkenberg (Mark) und Kruge/Gersdorf die neue Gemeinde Falkenberg. Die Gemeinden Kruge und Gersdorf hatten sich bereits am 1. Oktober 1961 zur Gemeinde Kruge/Gersdorf vereinigt. Wiederum zum selben Datum schlossen sich die Gemeinden Heckelberg und Brunow zur neuen Gemeinde Heckelberg-Brunow zusammen. Die Gemeinde Höhenland entstand am 1. Mai 2002 durch den Zusammenschluss der Gemeinden Leuenberg und Steinbeck.
Am 26. Oktober 2003 wurde die Gemeinde Wölsickendorf-Wollenberg per Gesetz in die Gemeinde Höhenland eingegliedert. Wölsickendorf und Wollenberg hatten sich am 1. Oktober 1961 zur Gemeinde Wölsickendorf-Wollenberg zusammengeschlossen. Die Gemeinde Wölsickendorf-Wollenberg legte Kommunalverfassungsbeschwerde beim Verfassungsgericht des Landes Brandenburg ein, die jedoch zurückgewiesen wurde.

## Bevölkerungsentwicklung
| Jahr | Einwohner |
| ---- | --------- |
| 1992 | 5 011     |
| 1995 | 4 958     |
| 2000 | 5 138     |
| 2005 | 5 067     |
| 2010 | 4 660     |
| 2015 | 4 495     |

| Jahr | Einwohner |
| ---- | --------- |
| 2020 | 4 635     |
| 2021 | 4 617     |
| 2022 | 4 598     |
| 2023 | 4 603     |
| 2024 | 4 610     |

Gebietsstand des jeweiligen Jahres, Einwohnerzahl: Stand 31. Dezember, ab 2011 auf Basis des Zensus 2011, ab 2022 auf Basis des Zensus 2022

## Politik

### Amtsdirektor
- 1992–2011: Eberhard Alberti
- seit 2012: Holger Horneffer

Alberti wurde am 13. Oktober 2011 wegen einer schweren Erkrankung in den Ruhestand verabschiedet. Am 30. April 2012 wurde Holger Horneffer vom Amtsausschuss zum neuen Amtsdirektor gewählt und am 2. März 2020 für weitere acht Jahre in seinem Amt bestätigt.

### Wappen
| Wappen des Amtes Falkenberg-Höhe | Blasonierung: „In Grün ein silberner Falke auf einem mit blauem Wellenbalken belegten goldenen Dreiberg, links überhöht von einem goldenen Kastanienblatt.“ |
| Wappen des Amtes Falkenberg-Höhe | Das Wappen wurde vom Erfurter Heraldiker Frank Diemar gestaltet und am 2. Mai 1996 durch das Ministerium des Innern genehmigt.                              |

### Flagge
Die Flagge ist Grün – Weiß – Grün (1:2:1) gestreift und mittig mit dem Amtswappen belegt.

### Dienstsiegel
Das Dienstsiegel zeigt das Wappen des Amtes mit der Umschrift AMT FALKENBERG-HÖHE • LANDKREIS MÄRKISCH-ODERLAND.

## Belege
1. ↑  Bevölkerungsstand im Land Brandenburg Dezember 2024 (Fortgeschriebene amtliche Einwohnerzahlen, basierend auf dem Zensus 2022) (Hilfe dazu).
2. ↑  Falkenberg-Höhe | Service Brandenburg. Abgerufen am 3. Mai 2024.
3. ↑  
Bildung der Ämter Lieberose, Wahrenbrück, Britz-Chorin, Barnim-Nord, Falkenberg-Höhe, Wusterwitz und Heideblick. Bekanntmachung des Ministers des Innern vom 19. August 1992. Amtsblatt für Brandenburg - Gemeinsames Ministerialblatt für das Land Brandenburg, 3. Jahrgang, Nummer 69, 16. September 1992, S. 1278–80.
4. ↑  
Änderung des Namens der Gemeinde Dannenberg. Bekanntmachung des Ministeriums des Innern vom 23. Dezember 1998. Amtsblatt für Brandenburg - Gemeinsames Ministerialblatt für das Land Brandenburg, 10. Jahrgang, Nummer 11, 22. März 1999, S. 238.
5. ↑  
Bildung der neuen Gemeinde Beiersdorf-Freudenberg Mitteilung des Ministeriums des Innern vom 14. Dezember 2001. Amtsblatt für Brandenburg Gemeinsames Ministerialblatt für das Land Brandenburg, 12. Jahrgang, Nummer 52, 27. Dezember 2001, S. 900/1 PDF
6. ↑  
Bildung der neuen Gemeinde Falkenberg Mitteilung des Ministeriums des Innern vom 14. Dezember 2001. Amtsblatt für Brandenburg Gemeinsames Ministerialblatt für das Land Brandenburg, 12. Jahrgang, Nummer 52, 27. Dezember 2001, S. 901 PDF
7. 1 2  
Beitrag zur Statistik Landesbetrieb für Datenverarbeitung und Statistik Historisches Gemeindeverzeichnis des Landes Brandenburg 1875 bis 2005 19.15 Landkreis Märkisch-Oderland PDF
8. ↑  
Bildung der neuen Gemeinde Heckelberg-Brunow Mitteilung des Ministeriums des Innern vom 14. Dezember 2001 Amtsblatt für Brandenburg. Gemeinsames Ministerialblatt für das Land Brandenburg, 12. Jahrgang, Nummer 52, 27. Dezember 2001, S. 901 PDF
9. ↑  
Bildung der neuen Gemeinde Höhenland
Mitteilung des Ministeriums des Innern vom 12. März 2002. Amtsblatt für Brandenburg. Gemeinsames Ministerialblatt für das Land Brandenburg, 13. Jahrgang, Nummer 13, 27. März 2002, S. 401 PDF
10. ↑  
Fünftes Gesetz zur landesweiten Gemeindegebietsreform betreffend die Landkreise Barnim, Märkisch-Oderland, Oberhavel, Ostprignitz-Ruppin, Prignitz, Uckermark (5.GemGebRefGBbg) vom 24. März 2003 (Gesetz- und Verordnungsblatt für das Land Brandenburg, I (Gesetze), 2003, Nr. 05, S. 82), geändert durch Gesetz vom 1. Juli 2003 (Gesetz- und Verordnungsblatt für das Land Brandenburg, I (Gesetze), 2003, Nr. 10, S. 187)
11. ↑  
Kommunale Verfassungsklage gegen die Eingliederung der Gemeinde Wölsickendorf-Wollenberg (Amt Falkenberg-Höhe) in die amtsangehörige Gemeinde Höhenland - Urteil vom 15. Dezember 2005
12. ↑  Historisches Gemeindeverzeichnis des Landes Brandenburg 1875 bis 2005. Landkreis Märkisch-Oderland. S. 16–17
13. ↑  Bevölkerung im Land Brandenburg von 1991 bis 2017 nach Kreisfreien Städten, Landkreisen und Gemeinden, Tabelle 7
14. ↑  Amt für Statistik Berlin-Brandenburg (Hrsg.): Statistischer Bericht A I 7, A II 3, A III 3. Bevölkerungsentwicklung und Bevölkerungsstand im Land Brandenburg (jeweilige Ausgaben des Monats Dezember)
15. ↑  
Amtsdirektor in Ruhestand verabschiedet. In: Märkische Oderzeitung. 13. Oktober 2011 (moz.de).
16. ↑  
Holger Horneffer neuer Amtsdirektor. In: Märkische Oderzeitung. 2. Mai 2012, archiviert vom Original am 5. Februar 2017.
17. ↑  Amtsdirektor in Falkenberg-Höhe für zweite Amtszeit vereidigt. In: Märkische Oderzeitung. 10. Juni 2020, abgerufen am 13. Juni 2021.
18. ↑  Wappenangaben auf dem Dienstleistungsportal der Landesverwaltung des Landes Brandenburg